# Open Water
Open Water è un film statunitense a basso costo del 2003 scritto, diretto e montato da Chris Kentis, basato su fatti realmente accaduti.
Il film ha avuto due seguiti non ufficiali: Alla deriva - Adrift (2006) e Open Water 3 - Cage Dive (2017).

## Trama
Daniel Kintner e Susan Watkins sono una giovane coppia frustrata dal fatto che i rispettivi lavori non consentano loro di trascorrere molto tempo insieme. Essendo appassionati di subacquea, decidono di prendersi una vacanza ai Caraibi per avere un poco di tempo insieme. Il secondo giorno si uniscono a un'immersione di gruppo; viene effettuato il conteggio delle persone e il totale dei passeggeri viene registrato come 20. Mentre sono sott'acqua, Daniel e Susan si separano brevemente dagli altri. Mezz'ora dopo, il gruppo ritorna sulla barca; due membri del gruppo vengono inavvertitamente contati due volte a causa di uno scambio nel mezzo dell'immersione, quindi la guida pensa che tutti siano tornati a bordo e la barca lascia il sito. Nel mentre, Daniel e Susan sono ancora sott'acqua ignari di essere rimasti indietro. Quando riaffiorano scoprono che la barca è partita ma inizialmente non si preoccupano eccessivamente credendo sia stato solo uno sbaglio e che torneranno presto a recuperarli.
Bloccati in mare, Daniel e Susan si rendono conto lentamente che nessuno sta venendo da loro in quanto probabilmente non si sono accorti neppure della loro assenza. La situazione li porta a litigare, combattono attacchi di fame e spossatezza mentale. A causa delle forti correnti, la coppia si vede allontanarsi sempre di più dal sito di immersione. Susan si ferisce accidentalmente e lievemente ad una gamba e Daniel si accorge che un piccolo pesce si sta nutrendo della carne ferita. Successivamente, uno squalo morde Daniel e la ferita inizia a sanguinare copiosamente. Susan si toglie la cintura dei pesi e la usa per esercitare pressione sulla ferita di Daniel, ma l'uomo va in shock. Dopo che cala la notte, gli squali tornano e attaccano Daniel durante una tempesta, uccidendolo. La mattina dopo, gli effetti personali di Daniel e Susan vengono finalmente notati sulla barca da un membro dell'equipaggio, che si rende conto che devono essere stati lasciati al sito di immersione, dando quindi inizio alle ricerche dopo numerose ore di ritardo.
Susan si rende conto che Daniel è morto e lascia andare il suo corpo, che viene tirato sott'acqua dagli squali in un attacco di frenesia alimentare. Susan indossa la maschera e si rende conto di essere circondata da grandi squali. Non vedendo alcun segno di imminente salvataggio e rendendosi conto di non avere possibilità di uscire da quella situazione, si toglie l'attrezzatura subacquea e si immerge sotto la superficie per andare anch'ella incontro al suo destino.
Durante i titoli di coda si vede un equipaggio di pescatori aprire lo stomaco di uno squalo appena catturato, trovando una macchina fotografica subacquea (apparentemente quella di Daniel e Susan) e chiedendosi con disinvoltura se funziona.

## Ideazione
L'idea di base del film è stata tratta dalla storia vera accaduta nel 1998 a due subacquei statunitensi, Tom ed Eileen Lonergan, sulla grande barriera corallina australiana, dimenticati dall'imbarcazione di appoggio nel corso di un'immersione, i cui corpi non sono mai stati ritrovati. Poco tempo dopo, nella stessa zona, è stata ritrovata una macchina digitale subacquea nello stomaco di uno squalo pescato, e i due fatti sono stati collegati.
Gli eventi del film, dunque, sono solo una ricostruzione immaginaria dell'autore, che ha ipotizzato uno svolgimento dei fatti e ha messo in relazione i due eventi qui sopra citati. Le due vittime reali potrebbero infatti essere decedute per annegamento o disidratazione, piuttosto che per attacchi di squali.

## Produzione
Chris Kentis e la moglie Laura Lau, entrambi subacquei provetti, hanno ideato e finanziato il progetto con circa 130.000 dollari, per poi venderlo alla Lions Gate per due milioni e mezzo dopo averlo presentato al Sundance Film Festival.
Le riprese, interamente in digitale, e con una qualità inferiore allo standard cinematografico usuale, sono state girate solitamente nei fine settimana  o durante delle festività, da una troupe di al massimo due o tre persone, coadiuvate da un buon numero di esperti di squali addetti alla sicurezza (70.000 dollari sono stati spesi solo per questo). Il regista Chris Kentis è anche stato l'unico operatore di macchina per tutte le scene, che hanno portato lui e i due protagonisti in acqua per più di 120 ore. Il film è stato girato alle Bahamas.
Nessun effetto speciale è stato aggiunto in post-produzione, ma tutto ciò che è presente nel film è vero, e gli squali sono stati attirati sulla scena con impasti oleosi di pesce, sotto la supervisione dell'esperto Stuart Cove. Nessuno della squadra è comunque stato ferito da uno degli squali presenti sul set (squali caraibici di barriera), ma i due attori Blanchard Ryan e Daniel Travis indossavano un completo di ferro sotto la muta. La Ryan è stata comunque morsa da un barracuda il primo giorno di riprese.
In conclusione, il film è un prodotto/progetto Low Budget, girato con soli 130.000 dollari e dalla durata di non oltre 80 minuti, nato dall'idea di Chris Kentis & Laura Lau.

## Riconoscimenti
- Saturn Award 2004: miglior attrice (Blanchard Ryan)
- Golden Trailer Awards 2005: miglior trailer thriller

## Riferimenti nella cultura di massa
- I Drop Dead, Gorgeous hanno scritto una canzone il cui testo è ispirato al film, intitolata Daniel, Where's the Boat? (2006) da una frase di Susan nel film.